# Dignaikanbhavi, Lingsugur
Dignaikanbhavi là một làng thuộc tehsil Lingsugur, huyện Raichur, bang Karnataka, Ấn Độ.